# William Wallace (labdarúgó)
Willie Wallace, született William Semple Brown Wallace (Kirkintilloch, 1940. június 23. –) válogatott skót labdarúgó, csatár.

## Pályafutása

### Klubcsapatban
A Kilsyth Rangers, majd 1958–59-ben a Stenhousemuir, 1959 és 1961 között a Raith Rovers, 1961 és 1966 között a Heart of Midlothian labdarúgója volt. 1966 és 1971 között a Celtic csapatában szerepelt, ahol öt skót bajnoki címet és három kupagyőzelmet ért el. Tagja volt az 1966–67-es BEK-győztes és az 1969–70-es idényben BEK-döntős együttesnek. 1971–72-ben az angol Crystal Palace, 1972 és 1975 között a Dumbarton, 1975–76-ban az ausztrál APIA Leichhardt, 1977-ben a Partick Thistle játékosa volt. 1977-ben a Ross County csapatában fejezte be az aktív játékot.

### A válogatottban
1964 és 1969 között hét alkalommal szerepelt a skót válogatottban.

## Sikerei, díjai
Heart of Midlothian
- Skót ligakupa
  - győztes: 1962–63

 Celtic
- Skót bajnokság
  - bajnok (5): 1966–67, 1967–68, 1968–69, 1969–70, 1970–71
- Skót kupa
  - győztes (3): 1967, 1969, 1971
- Skót ligakupa
  - győztes (4): 1966–67, 1967–68, 1968–69, 1969–70
- Bajnokcsapatok Európa-kupája (BEK)
  - győztes: 1966–67
  - döntős: 1969–70
- Interkontinentális kupa
  - döntős: 1967